# Escoles (Aitona)
Les Escoles és un edifici d'Aitona (Segrià) inclòs a l'Inventari del Patrimoni Arquitectònic de Catalunya.

## Descripció
Es tracta d'un edifici de planta rectangular d'una planta i golfes amb teulada a quatre vessants. Al centre de la façana s'obre la porta principal d'arc de mig punt flanquejada per dos pilastres que aguanten l'entaulament que recorre tot l'edifici; a sobre hi ha un frontó triangular. La resta de la façana s'organitza de forma simètrica: a continuació de la porta s'obre quatre finestres per costat, són de grans dimensions i estan emmarcades per una motllura llisa, i, per acabar, dues pilastres flanquegen un espai quadrangular sense cap obertura però decorat amb una motllura. Al fris que recorre l'edifici s'obren petites finestres circulars.